# Bombylius mexicanus
Bombylius mexicanus är en tvåvingeart som beskrevs av Christian Rudolph Wilhelm Wiedemann 1821. Bombylius mexicanus ingår i släktet Bombylius och familjen svävflugor. Inga underarter finns listade i Catalogue of Life.